# Carel Gabriel Cobet
Carel Gabriel Cobet (født 28. november 1813 i Paris, død 26. oktober 1889) var en hollandsk filolog. 
Cobet, der 1847 blev professor i Leyden, syslede især med de attiske prosaikere og udmærkede sig ved fin sprogfølelse, skarp kritik og stor divinationsevne; undertiden forfaldt han til hyperkritik, hvilket endnu mere gælder om nogle af hans elever. Cobets vigtigste arbejder er: Oratio de arte interpretandi (1847), Variæ lectiones (1854, 2. udgave 1873), Novæ lectiones (1858), Orationes et fragmenta Lysiæ (1863), Miscellanea philologica et critica (1876), Observationes ad Dionysii Halicarnassensis antiquitates Romanas (1877), Collectanea critica (1878). Desuden har Cobet besørget udgaver af Xenofons Anabasis (1859, 3. udgave 1881) og Hellenika (1862, 2. oplag 1880), af Hypereides (1858, 2. oplag 1877) og af Diogenes Laertius (1850, 2. oplag 1862).